# Brandon Flowers (football américain)
Pour les articles homonymes, voir Flowers.
(en) Statistiques sur pro-football-reference
Brandon Lavar Flowers, né le 18 février 1986 à Delray Beach, est un joueur américain de football américain. Il joue cornerback pour les Chargers de San Diego en National Football League (NFL) de 2014 à 2016 après avoir joué pour les Chiefs de Kansas City de 2008 à 2013.